# His Sister's Kids
His Sister's Kids é um curto filme de comédia muda norte-americano de 1913, dirigido por George Nichols e estrelado por Fatty Arbuckle.

## Elenco
- Fatty Arbuckle
- Jack White

## Produção
O título de trabalho do filme foi The Doctor's Cat.